# Erik Aruszanian
Erik Borysowycz Aruszanian (ukr. Ерік Борисович Арушанян; ur. 20 stycznia 1999) – ukraiński zapaśnik walczący w stylu wolnym. Zajął siedemnaste miejsce na mistrzostwach świata w 2023 roku. 
Brązowy medalista mistrzostw Europy w 2020 i 2023. 
Mistrz Europy U-23 w 2021 i trzeci na MŚ w 2022. Mistrz świata juniorów w 2018; trzeci w 2017 roku.